# La Unión, Valle del Cauca
La Unión là một khu tự quản thuộc tỉnh Valle del Cauca, Colombia. Thủ phủ của khu tự quản La Unión đóng tại La Unión Khu tự quản La Unión có diện tích 121 ki lô mét vuông. Đến thời điểm ngày 28 tháng 5 năm 2005, khu tự quản La Unión có dân số 23531 người.